# Schistophleps costimacula
Schistophleps costimacula är en fjärilsart som beskrevs av Rothschild 1913. Schistophleps costimacula ingår i släktet Schistophleps och familjen björnspinnare. Inga underarter finns listade.